# Redunca de muntanya

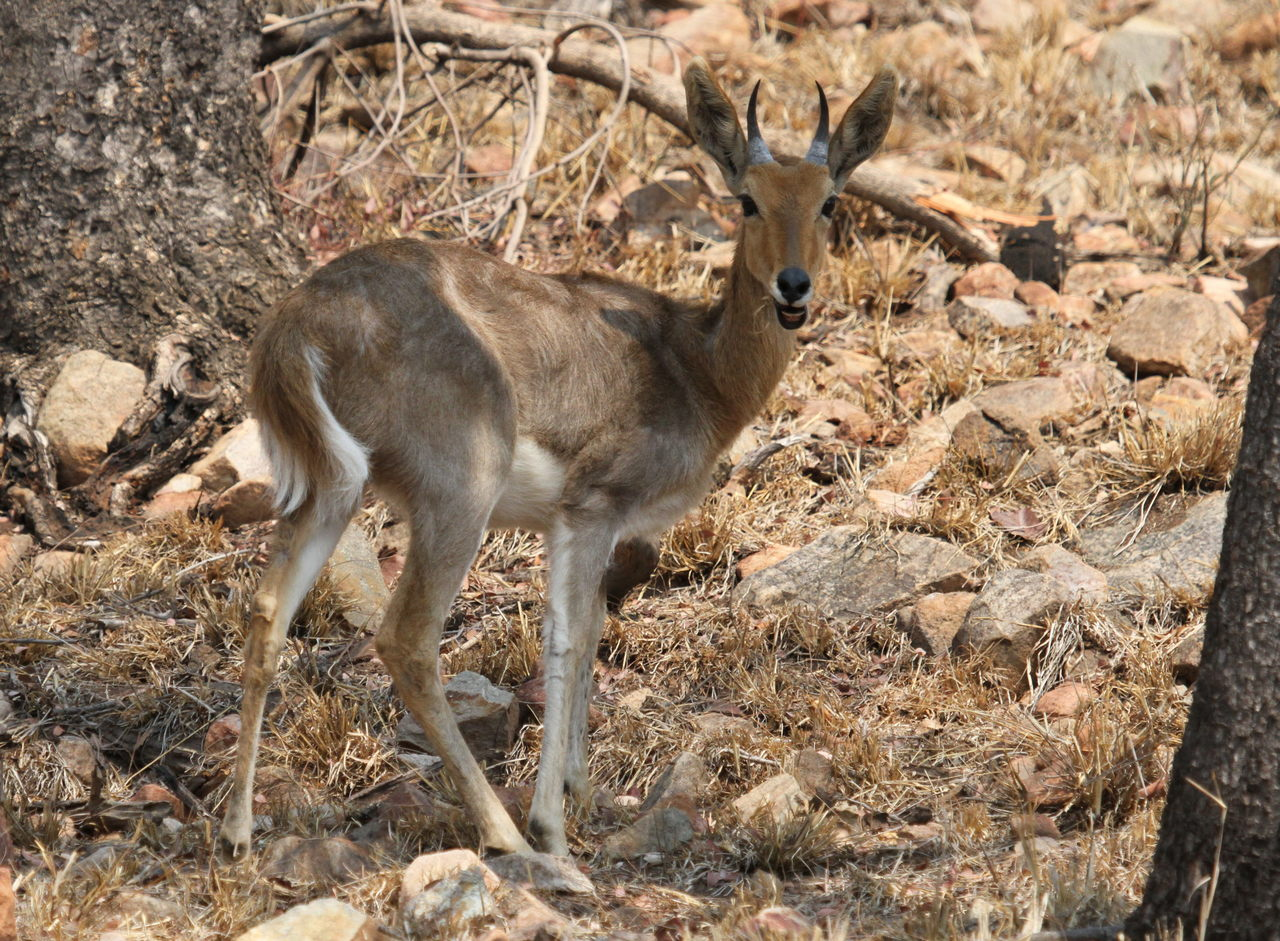
Redunca de muntanya fotografiat al Tierpark Berlin, juliol del 2005.

El redunca de muntanya (Redunca fulvorufula) és un antílop que viu a les àrees muntanyoses de bona part de l'Àfrica subsahariana.
El redunca de muntanya té una alçada mitjana de 75 cm a l'espatlla i pesa uns 30 kg. Té un pelatge gris amb la part ventral blanca i el cap i les espatlles de color marró vermellós. El mascle té unes banyes d'uns 35 cm, que es corben cap enfora.